# Arquipélago das Austrais
As Ilhas Austrais são o arquipélago mais a sul dos cinco arquipélagos que compõem a Polinésia Francesa, uma colectividade ultramarina da França no Pacífico Sul.